# تعظم الفك السفلي

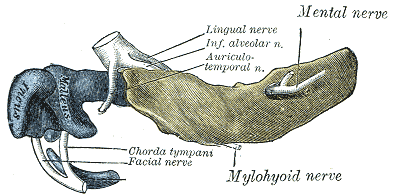
الشكل 3: فك سفلي يبلغ طوله 24 ملم لجنين بشري. الجانب الخارجي.

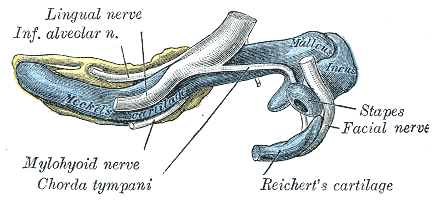
الشكل 4: فك سفلي يبلغ طوله 24 ملم لجنين بشري. الجانب الداخلي.

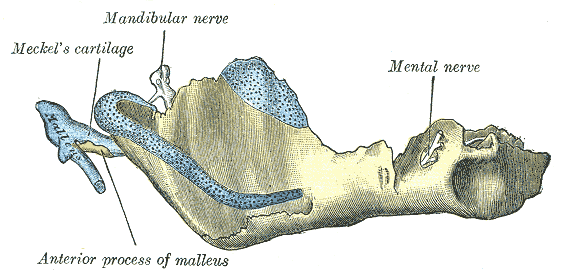
الشكل 5: فك سفلي يبلغ طوله 95 ملم لجنين بشري. الجانب الخارجي. نوى غضروف منقوشة.

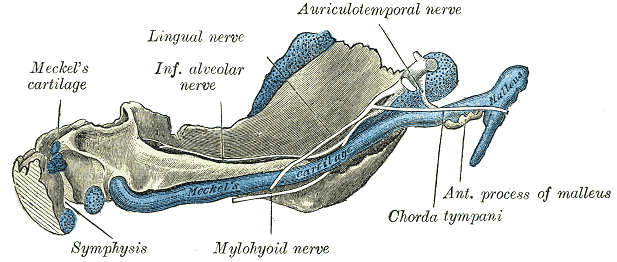
الشكل 5: فك سفلي يبلغ طوله 95 ملم لجنين بشري. الجانب داخلي. نوى غضروف منقوشة.

يشير مصطلح تعظم الفك السفلي إلى وضع الفك السفلي للإنسان
مادة عظمية جديدة في الغشاء الليفي لتغطية الأسطح الخارجية لغضاريف ميكل.
تُشكل هذه الغضاريف الشريط الغضروفي لقوس الفك السفلي وهما اثنان من حيث العدد، أيمن وأيسر.
وترتبط نهايتها القريبة أو القحفية مع كبسولات الأذن، وتتصل أطرافها البعيدة مع بعضها في الارتفاق عن طريق أنسجة الأديم المتوسط.
وتسير للأمام في الوقت ذاته أسفل اللقم، ثم تنحني لأسفل، وتتمدد في تلم بجوار الحد السفلي للعظم؛ أمام الناب وتجنح لأعلى نحو الارتفاق.
ومن النهاية الأدنى لكل غضروف تتطور عظمتا مطرقة وسندان، وهما اثنتان من عظام الأذن الوسطى؛ ويتم استبدال الجزء التالي الذي يخلفهما، مثل اللسين، من خلال الأنسجة الليفية التي تواصل تشكيل الرباط الوتدي الفَكي.
يختفي الغضروف بين اللسين والناب، بينما يتعظم الجزء التابع له الواقع تحت وخلف القواطع ويندمج مع هذا الجزء من الفك السفلي.
يحدث التعظم في الغشاء الذي يغطي السطح الخارجي للنهاية البطنية لغروف ميكل (الأشكال 178 و181)، ويتشكل كل نصف عظمة من مركز واحد يظهر بجوار الثقبة الذَقنية، في الأسبوع السادس من عمر الجنين تقريبًا.
وبحلول الأسبوع العاشر يُحاط جزء غضروف ميكل الواقع أسفل الناب وبجواره بعظم الغشاء ويقتحمه.
وتظهر النوى التابعة للغضروف في وقت لاحق كالتالي:
- نواة على شكل إسفين في ناتئ شبه لقمي تمتد لأسفل من خلال الشعبة الصاعدة من عظم الفك.
- شريط صغير على طول الحد الأمامي من الناتئ الإكليلاني.
- نواة أصغر في كل من الجزء الأمامي للجدران السنخية وعلى طول الجزء الأمامي للحد السفلي من العظام.

لا تتميز النواة التابعة هذه بمراكز تعظيم، ولكنها تحاط بعظم الغشاء المحيط بها وتخضع للامتصاص.
إن الحدود السنخية الداخلية، التي توصف عادة بأنها نشأت من مراكز تعظيم مختلفة (المركز الشَريطِيّ)، تتشكل في الفك السفلي للإنسان من خلال النمو نحو الداخل من الكتلة الرئيسة للعظام.
تتكون العظام عند الولادة من جزأين، يتحدان بالارتفاق الليفي، الذي يحدث فيه التعظم أثناء السنة الأولى.
يعتمد الوصف السابق لتعظم الفك السفلي على أبحاث لو 44 وفاوسيت 45 وتختلف بعض الشيء عن الوصف المقدم عادة.